# Konzolová aplikace
Konzolová aplikace je počítačový program, který nevyužívá grafické rozhraní, ale textové rozhraní, buď systémovou konzoli nebo terminál, případně jeho emulátor. K ovládání se používá počítačová klávesnice.

## Využití
Aplikace bez grafického rozhraní se používají hlavně pro automatizované úlohy, které nevyžadují interakci s uživatelem, i když ovládání člověkem nelze vyloučit.

## Příklady aplikací
- GNU nano
- Midnight Commander
- dpkg
- apt-get
- make